# Incontinentiemateriaal
Incontinentiematerialen zijn bedoeld om te helpen bij mensen die lijden aan incontinentie.
De incontinentiematerialen zijn te verdelen in diverse  hoofdcategorieën :
1. Bedbescherming: onderleggers (wasbaar of wegwerp) en waterdichte matrasbeschermers
2. Absorberend (inlegkruisjes, verband, luiers, die dan weer onder te verdelen zijn in wegwerpluiers en uitwasbare luiers/ondergoed)
3. Afvoerend (katheters, die dan weer onder te verdelen zijn in inwendige en uitwendige katheters)
4. Tegenhoudend (onder andere penisklem, anaaltampon en urinewegplug)

De absorberende incontinentiematerialen kunnen in veel gevallen overbodig worden door training van de bekkenbodemspieren en een beter toiletregime. 
Wasbare incontinentiematerialen zijn in veel gevallen een milieuvriendelijker alternatief in vergelijking met wegwerp materialen doordat zij tot 300 maal  herbruikbaar zijn.  
Een nadeel is wel vaak dat het absorptievermogen van wasbaar materiaal  lager is dan dat van wegwerpmaterialen 